# Pound-force per square inch

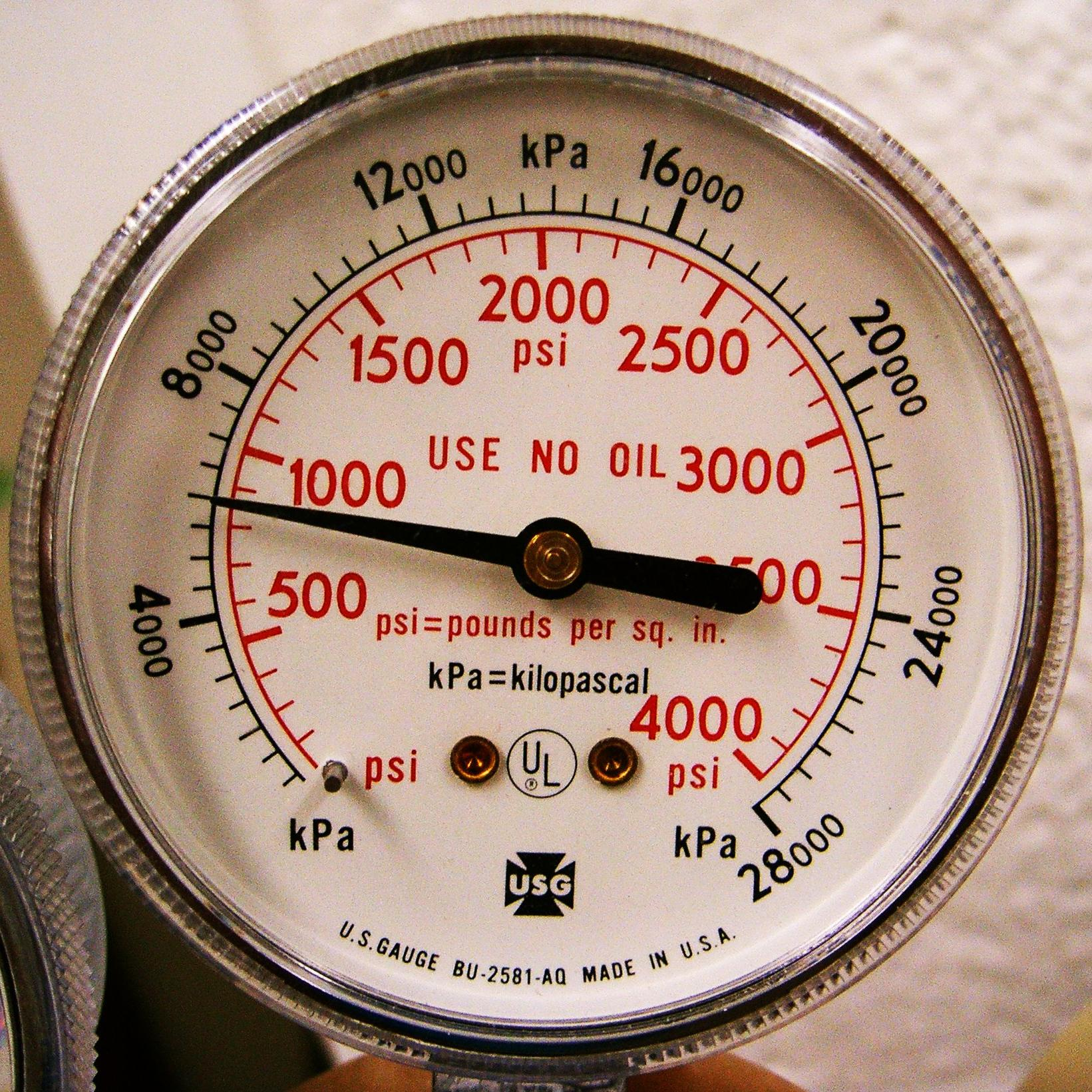
een Amerikaanse manometer die de druk aangeeft in psi (rood) en kPa (zwart)

Pound-force per square inch, afgekort als psi, is een niet-SI-eenheid van druk uit het Brits-Amerikaans maatsysteem.
Het is de druk uitgeoefend door één pound-force op één vierkante inch.
- 1 pound is ongeveer 0,45359237 kg, vermenigvuldigd met de valversnelling; in Verenigde Staten is die gemiddeld 9,8066 m/s²
- 1 pound-force is ongeveer 4,4482 N
- 1 vierkante inch is 0,00064516 m2
- 1 psi is dus 6894,755 N/m2 of 6,894755 kPa.
- omgekeerd is 1 Pa gelijk aan ongeveer 0,000145 psi.

Naast psi komt men ook vaak de afkortingen psia en psig tegen:
- psig staat voor pounds-force per square inch gauge en duidt de druk aan relatief t.o.v. de omgevingsdruk. Een drukmeting in psig geeft met andere woorden de onder- of overdruk aan ten opzichte van de omgevingsdruk. Waarden in psig gebruikt men onder meer voor het aanduiden van de vereiste overdruk in voertuigbanden.
- psia staat voor pounds-force per square inch absolute en duidt de absolute druk aan (relatief t.o.v. maximaal vacuüm). Het is de som van de druk in psig en de lokale omgevingsdruk.

Op zeeniveau is de standaard omgevingsdruk (1 atmosfeer) gelijk aan 14,7 psi.